# Crisis de la industria automotriz de 2008-2010

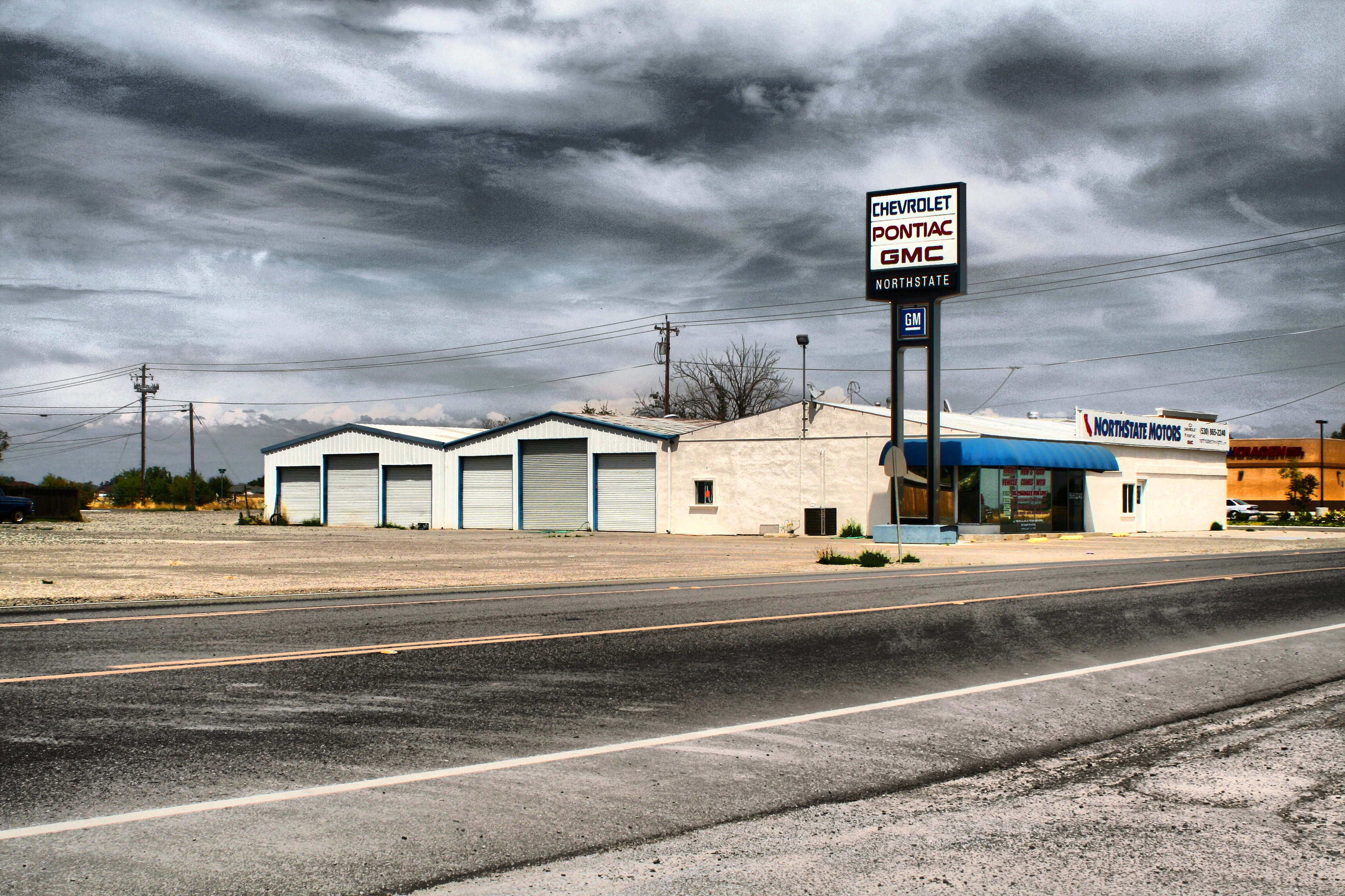
Un concesionario de automóviles en Orland, California, Estados Unidos, cerrado en 2009 por la reestructuración del sector.

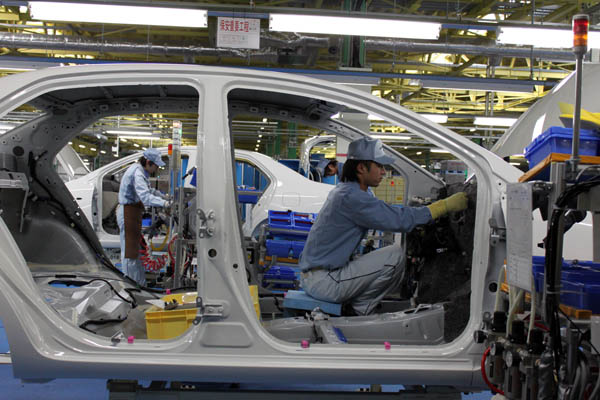
Fábrica de Toyota en Ohira en la prefectura de Miyagi, Japón. Debido al fuerte declive de las empresas automovilísticas estadounidenses, como General Motors que recibió un rescate gubernamental de 50 000 millones de dólares, Toyota se posicionó como primera productora mundial de vehículos.

La crisis de la industria automotriz de 2008-2010 se enmarca en la crisis financiera global en la industria automotriz que comenzó durante la segunda mitad de 2008. La crisis ha golpeado principalmente a la industria automotriz estadounidense y, por extensión, a Canadá, debido al Acuerdo comercial de productos automotores, aunque también otros fabricantes de automóviles, particularmente en Europa y Japón, están sufriendo la crisis.
El sector automotor fue debilitado, en primer lugar, por el alza sustancial de los precios del combustible para automóviles, relacionada con la subida del precio del petróleo desde 2004 que ocasionó que los compradores evitaran adquirir vehículos deportivos utilitarios (SUVs) y pickups, principal sector de los Tres Grandes (General Motors, Ford y Chrysler). Los fabricantes de automóviles estadounidenses también sufrieron de considerablemente mayores sueldos comparados con sus contrapartes no sindicalizadas, incluyendo salarios, beneficios, seguridad social y pensiones. A cambio de un ambiente laboral pacífico, las gerencias de las Tres Grandes  otorgaron a lo largo de dos décadas concesiones a sus sindicatos que les significaron una estructura de costos no competitiva.
En 2008, la situación se volvió crítica debido a la crisis financiera global y la consiguiente contracción del crédito ejerció presión sobre los precios de las materias primas. En ciertos países, particularmente en los Estados Unidos, los Tres Grandes estuvieron bajo fuerte crítica debido a que no había corregido la ineficiencia de los SUVs en cuanto a consumo de combustible, a pesar del incremento del precio del petróleo. En consecuencia, sufrieron tanto de una percepción de los consumidores de poder obtener modelos de relativamente mayor calidad en el extranjero (especialmente, de Japón y, en alguna medida, de Europa) y de trasplantes, automóviles extranjeros manufacturados o ensamblados en los Estados Unidos. Los Tres Grandes habían descuidado el desarrollo de automóviles de pasajeros y, en su lugar, se enfocaron en camionetas ligeras debido a los mejores márgenes de beneficios, para compensar los costos laborales considerablemente mayores, por lo que se encontraron considerablemente retrasados en estos segmentos de mercado en relación con los fabricantes de automóviles japoneses y europeos.
Para inicios de 2009, las compañías automotrices del mundo fueron duramente golpeadas por la ralentización económica global. Los fabricantes de automóviles de Asia, Europa, América del Norte y otras partes se vieron forzados a implementar estrategias creativas de marketing para atraer a consumidores renuentes a comprar automóviles, cuando muchas empresas experimentaron declive en sus ventas de dos dígitos. Los principales fabricantes, incluyendo a los Tres Grandes y Toyota, ofrecieron descuentos sustanciales. Hyundai incluso ofreció permitir a los consumidores devolver sus nuevos automóviles si pierden sus empleos.

## Antecedentes
La filosofía estadounidense de automoción depende enteramente del automóvil el cual había sido acogido por una serie de medidas que según lo planeado incrementarían el estándar de vida estadounidense.
Para las condiciones de fabricación que se esperaban se tenía que sufragar la demanda creciente de automotores la cual comenzaba a aumentar a comienzos de la posguerra, esto significó un cambio radical ya que venían por delante autos con grandes motores y tamaños más grandes que los estándares de hoy en día esto mismo fundó lo que hoy se conoce como el American Way of Life el país estaba siendo dependiente de la automoción en gran parte de los 60 y principios de los 70.

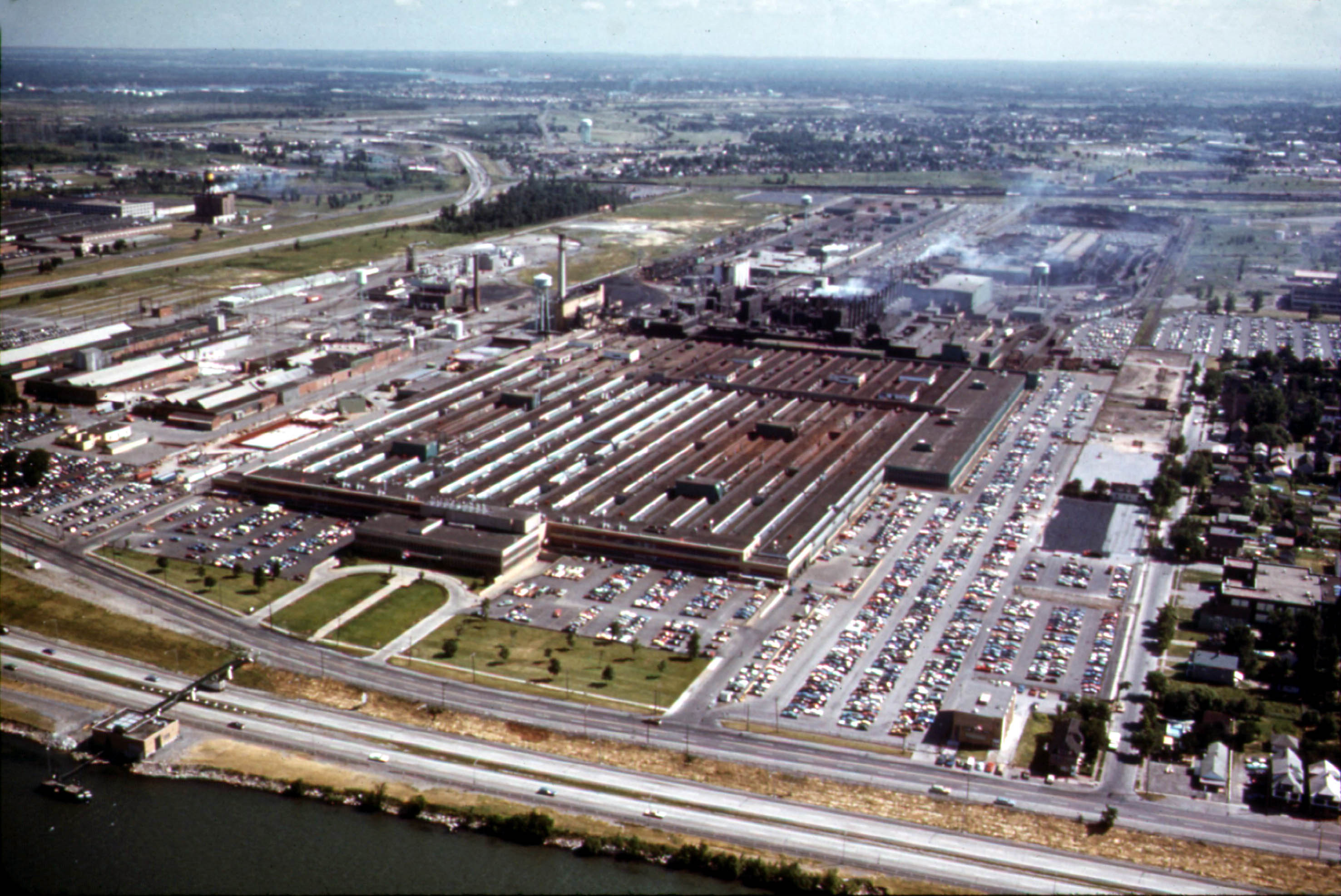
Fábrica de Chevrolet (GM) junto al río Niágara en el estado de Nueva York, Estados Unidos, en la década de 1970.

En contraste la industria europea automotriz apenas y podía cubrir costos así que se enfocaron a medidas de construcción más económicas y a la vez más eficientes, para construir automóviles que tuvieron consumos más ajustados.
Al igual la industria japonesa también desarrolló automóviles que rebasaban los estándares de eficiencia y que también ya habían entrado a finales de los 50 al mercado estadounidense.
En resumen, el mercado estadounidense estaba mejorando el estilo de vida con viviendas unifamiliares en los llamados suburbios de las ciudades los cuales dependían al 100% del automóvil para casi cualquier desplazamiento, entonces se debía contar con petróleo de manera constante y a un precio bastante económico, paralelamente Japón tenía ese mismo ideal aunque para darle mayor énfasis a una urbanización y modernización instantánea a la par de un incremento en la investigación de nuevas tecnologías.
Estados Unidos, así como gran parte de Europa y Japón, sufrieron en 1973 una crisis del petróleo que hacía que en cierta manera los autos que consumían mucho combustible fuesen descontinuados por automóviles más ad hoc a la época que se tenía presente. Asimismo, algunas compañías japonesas desarrollaron alternativas como en aquel entonces el Honda Civic, así como la entrada de VW al mercado de los coches enteramente eficientes por aquel entonces. La industria estadounidense quiso contraatacar con coches "eficientes" pero poniendo en riesgo la seguridad tanto activa como pasiva de igual forma otra crisis petrolera devino y formó los estándares para los vehículos venideros que a partir de ese momento se desarrollarían ya como parte de un esfuerzo obligado para reducir consumo y emisiones.
en ciertos estados como California se desarrollaron alternativas de combustible como las que Ford junto con la CARB desarrollaron para crear de nuevo un automóvil de combustible flexible FFV algunos fueron en base al etanol y otros al metanol, a pesar de los esfuerzos por implementarlo las petroleras dominantes contraatacaron esta medida ofreciendo la llamada Gasolina reformulada la cual hacía lo mismo que el combustible flexible pero a su vez era costosa de producir, en aras de no perder el negocio petrolero ya establecido, los 3 grandes también fueron cómplices y aceptaron formar parte de este simple plan para no acceder de manera inmediata al combustible alternativo, situación similar a la que a futuro ocurriría en los años 90 con el plan del automóvil eléctrico. dejando al petróleo como actor dominante en energía, a su vez el estilo de vida americano al depender del automóvil desde que comenzó a ser masivo no propicio condiciones para eficientar el consumo de combustible o en su defecto mejorar las condiciones del mercado para ofrecer algo más que la gasolina o el diésel normal.
Los fabricantes estadounidenses querían demostrar su poderío de la mano del gobierno estadounidense, pero esto también les salió contraproducente puesto que Toyota, Nissan y Honda comenzaron a instalar fábricas en el país, ya también se fabricaban autos de similares dimensiones a los estadounidenses pero los japoneses pusieron muy en tela de todo el rendimiento y la eficiencia antes que nada, así mismo también los pocos fabricantes europeos que quedaban comenzaban a abandonar el mercado, quedando sólo unos pocos, entre ellos Volkswagen.
Asimismo el mercado de autos de lujo comenzó a ser dominado por marcas europeas y japonesas que apenas debutaban tales como Acura y otras ya de tradición europea como Volvo, Saab, BMW Y Mercedes Benz lo cual distrajo inclusive a los compradores de clase alta de comprar modelos estadounidenses, que en años pasados gozaban de una prosperidad al ver incrementadas sus ventas.
No obstante la década de los 80 permitió una mayor competencia y una consolidación del mercado estadounidense automotriz, asimismo le permitió a los constructores Japoneses y Europeos fabricar autos que tuviesen un consumo justo, ofreciesen medidas de seguridad, y sobre todo la eficiencia en todos sus aspectos así como una atención más personal con el cliente, así como el modelo de producción Toyota más conocido como Toyotismo.
Inmersos en sus glorias los fabricantes estadounidenses seguían produciendo grandes camionetas y autos de gran cilindrada, reducidos en potencia para cumplir las normas anti-contaminantes, pero netamente ineficientes, lo cual obligó a algunos fabricantes para sostener acuerdos temporales de fabricación con manufactureras japonesas y europeas (ejemplos, modelos Talbot vendidos como Chrysler, modelos Mitsubishi como Dodge, entre otros) asimismo el mercadeo de marcas estadounidenses convencía netamente a los consumidores a seguir comprando autos que iban en detrimento de la calidad pero igualmente vistosos ya que algunos habían salido en películas y algunos querían ser "el primero de la cuadra" en estrenar el coche del protagonista de la película de moda.
La eficiencia y el modelo Just In Time característico de Toyota y algunas marcas japonesas y europeas permitió captar mercado el cual se tradujo en mayores ventas para estas marcas manteniendo una competencia pareja entre marcas estadounidenses y marcas foráneas por lapsos cortos de tiempo.
No obstante, las compañías automotrices estadounidenses, también derrochaban recursos sin saber a dónde dirigir sus inversiones, esto causó que se compraran empresas de tecnologías armamentísticas y de áreas ajenas a lo automotriz. Influyendo también en una reducción de puestos de trabajo la cual afectó a algunas ciudades que habían sido prósperas antes por los empleos que le proporcionaban a la población del área, esta situación también se aprovechó para instalar fábricas de automotrices estadounidenses en países tercermundistas donde se pagaba menos por hora trabajada, dejando a los trabajadores estadounidenses en una situación difícil que se podría repetir en los escenarios donde estas mismas se hayan instalado. El cineasta Michael Moore hizo un documental relativo a esto llevando como título Roger & Me donde se denunció como se había cerrado una planta de GM en beneficio de 2 fábricas en México, así como las inversiones en empresas aeroespaciales y armamentísticas.
Iniciados los años 90 la era de la informática optimizó los sistemas de inyección de combustible desarrollados previamente, no obstante, la competencia seguía adelante de la industria local, manteniendo un mercado conservador que solo consumía automóviles de marcas estadounidenses, asimismo la cultura del Tuning se inclinaba más a los autos japoneses, por ser más livianos que una berlina estadounidense, tímidamente el mercado estadounidense también entró al tuning.

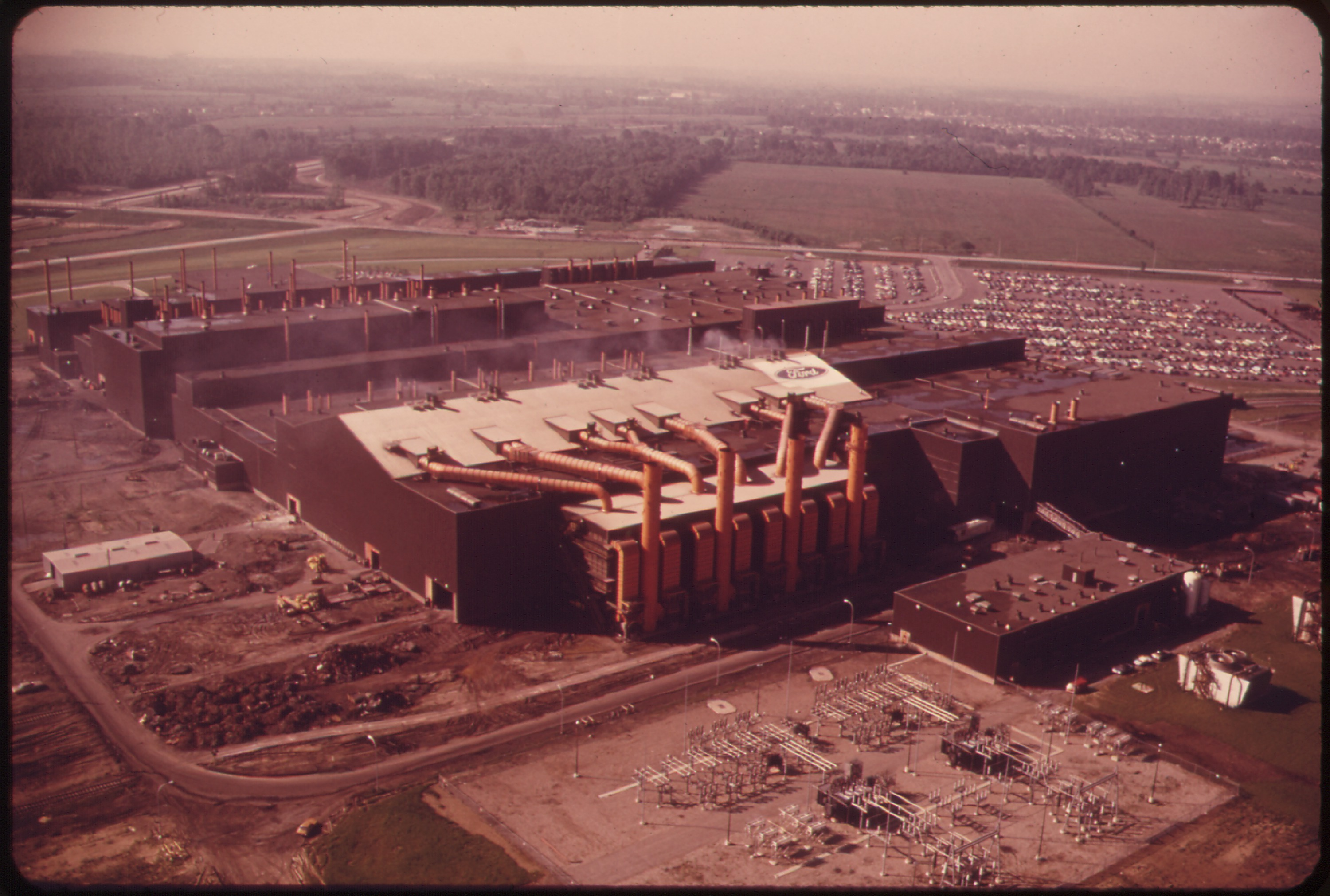
Planta de la compañía Ford en Míchigan en la década de 1970

En 1990 salió el mandato Zero Emisión en el estado de California, que indicaba que las compañías automotrices debían producir alternativas eléctricas de automoción, esto trajo como consecuencias la creación de carros eléctricos como El GM EV-1, Ford Think y Ranger EV, Honda FX EV, entre otros, no obstante las compañías fueron cómplices ya que cumplieron y derrocaron la misma ley demostrando la inviabilidad de dichos vehículos, esto se convierte en un símbolo de alarma argumentando un supuesto fracaso, no obstante había gente satisfecha con dichos vehículos lo cual desencadenó protestas civiles que fueron en vano, consolidando una industria alternativa a las grandes compañías automotrices, quienes proliferaron el consumo excesivo de vehículos SUV poco eficientes y derrochadores de combustible.
Entrando al nuevo milenio y al periodo gubernamental de  George W. Bush se dejó de lado la eficiencia en los automóviles estadounidenses, distrayendo a la opinión pública con el auto de hidrógeno, creando una falsa buena imagen de los autos estadounidenses, no obstante a principios del 2004 la industria comenzaba a sospechar de que algo andaba mal, lamentablemente esto no sembró ninguna alerta si no hasta 2007 y 2008 cuando los fabricantes estadounidenses y algunos japoneses veían como se desplomaban sus ventas, culminando con los concursos mercantiles y las incipientes quiebras de 2 de las automotrices más importantes del país.
Los 3 gigantes pensaron que sus clientes quedarían netamente cautivos, por la tradición y el estilo de vida estadounidense, no obstante, los parámetros de este estilo de vida podrían cambiar una vez que las automotrices salgan del proceso de la bancarrota.

## Contexto general de la crisis
En su mayor parte, la crisis se debe a las malas políticas de los Tres Grandes fabricantes de automóviles estadounidenses, dado que las compañías asiáticas que fabrican automóviles en los Estados Unidos no están experimentando problemas similares. Un artículo del 22 de diciembre de 2008 del New York Times afirmaba que:

Para la mayor parte, los así llamados auto-trasplantes —compañías automotrices extranjeras con operaciones importantes en los Estados Unidos— tienen bolsillos profundos y amplio crédito y no están enfrentando una bancarrota potencial como General Motors y Chrysler.

En 2006, Consumer Reports informó que los 10 automóviles considerados como los 10 mejores son fabricados por compañías japonesas. Mientras que Míchigan perdió 83.000 empleos entre los Tres Grandes fabricantes de automóviles entre 1993 y 2008, más de 91.000 nuevos empleos en ese mismo sector fueron creados en Alabama, Tennessee, Kentucky, Georgia, North Carolina, South Carolina, Virginia y Texas durante ese mismo período.
Los fabricantes estadounidenses conocidos como los Tres de Detroit pagan sueldos considerablemente altos debido a sus fuerzas de trabajo sindicalizadas, los que incluyen salarios, beneficios, seguro social y pensiones. A cambio de tranquilidad laboral, las administraciones otorgaron concesiones a sus sindicatos que les ocasionaron una estructura de costos no competitiva.
El Sindicato Unido de trabajadores de automotrices negoció en 1984 un programa de "Banco de Trabajo" que, en 2005, pagó a 12.000 trabajadores para presentarse a diario y permanecer un turno completo, incluso si no había trabajo que hicieran. En diciembre de 2008, dicho sindicato acordó suspender el programa como una concesión para ayudar a las fabricantes de automóviles durante la crisis.

## Historia y causas
La cuota de mercado de los Tres Grandes estadounidenses declinó de 70% en 1998 a 53% en 2008. Las compañías perdieron su cuota de mercado a favor de las importaciones y trasplantes (automóviles fabricados en fábricas estadounidenses propiedad de fabricantes extranjeros).
Debiendo enfrentar pérdidas financieras constante, los Tres Grandes han cerrado muchas fábricas y reducido drásticamente el empleo, especialmente en Míchigan. General Motors transfirió a muchos de sus empleados en ciertas divisiones a compañías independientes, incluyendo American Axle en 1994 y Delphi en 1999. En 2000, Ford segregó una división en la compañía Visteon. Las empresas filiales y otros fabricantes de componentes del automóvil han compartido el declive de Detroit, así como las plantas en Canadá propiedad de las empresas estadounidenses. En conjunto, los fabricantes de autopartes emplean a 416.000 personas en Estados Unidos y Canadá. Se estima que solo General Motors ha perdido $51 mil millones en los tres años anteriores a la crisis financiera de 2008.
Los Tres Grandes se distinguen no solo por su tamaño y ubicación geográfica, sino también por su modelo de negocios. La mayoría de sus operaciones están sindicalizadas (United Auto Workers y Canadian Auto Workers), lo que resulta en mayores costos laborales que otras multinacionales fabricantes de automóviles, incluyendo aquellas con plantas en América del Norte, las que han logrado mantener a raya a los sindicatos. El Informe Harbour de 2005 estimó que el liderazgo de Toyota en productividad laboral ascendía a una ventaja en costos de $350 a $500 dólares por vehículo sobre los fabricantes estadounidenses. El Sindicato de Trabajadores de automotrices acordó un salario en dos escalafones en negociaciones llevadas a cabo en 2007, algo a lo que el sindicato canadiense se había negado hasta entonces. Delphi, que fue creada a partir de General Motors en 1999, solicitó la bancarrota después de que el sindicato se negara a cortar sus salarios y se espera que GM sea responsable de una pérdida de $7 mil millones.
Para mejorar sus beneficios, los fabricantes de automóviles de Detroit hicieron tratos con los sindicatos para reducir sueldos, mientras hacían compromisos en temas de pensiones y seguridad social. Por ejemplo, GM asumió el costo total de financiar primas de seguros de salud a sus empleados, deudos y jubilados, dado que los Estados Unidos no cuentan con un sistema universal de salud. Con la mayoría de estos planes faltos de fondos a fines de la década de 1990, las compañías han intentado proveer paquetes de retiro a sus empleados mayores y han hecho acuerdos con el sindicato para transferir las obligaciones de las pensiones a un fondo independiente. No obstante, los fabricantes de automóviles japoneses no sindicalizados, con sus fuerzas de trabajo estadounidenses más jóvenes (y muchos menos retirados estadounidenses) continuarán aprovechando una ventaja en los costos.
A pesar de la historia de sus marcas, muchos automóviles han sido descontinuados o relegados, pues los Tres Grandes transfirieron recursos de los automóviles compactos y de tamaño medio en apoyo de la "moda SUV". Desde finales de la década de 1990, más de la mitad de sus beneficios han provenido de estos vehículos deportivos utilitarios. Ron Harbour sostuvo que muchos "econoboxes" del pasado tenían como objetivo atraer a consumidores hacia la marca con la esperanza de que permanecerían leales y, luego, adquirirían modelos más caros. Un informe de 2008 estimó que un fabricante de automóviles necesitaba vender 10 automóviles pequeños para alcanzar el mismo beneficio que un vehículo grande, y que tenían que producir automóviles pequeños y medianos de forma rentable para tener éxito, algo que los Tres de Detroit no han hecho aún. Las ventas de SUV alcanzaron su pico en 1999, pero no han vuelto a ese nivel desde entonces, debido a los altos precios de la gasolina. Los Tres Grandes han sufrido de una percepción de inferior calidad y confiabilidad de sus autos comparados con sus contrapartes japonesas, lo que ha sido difícil de superar. También han sido lentos en introducir nuevos vehículos en el mercado, mientras que los japoneses son considerados líderes en la producción de automóviles más pequeños y con mejor eficiencia en cuanto a combustible.

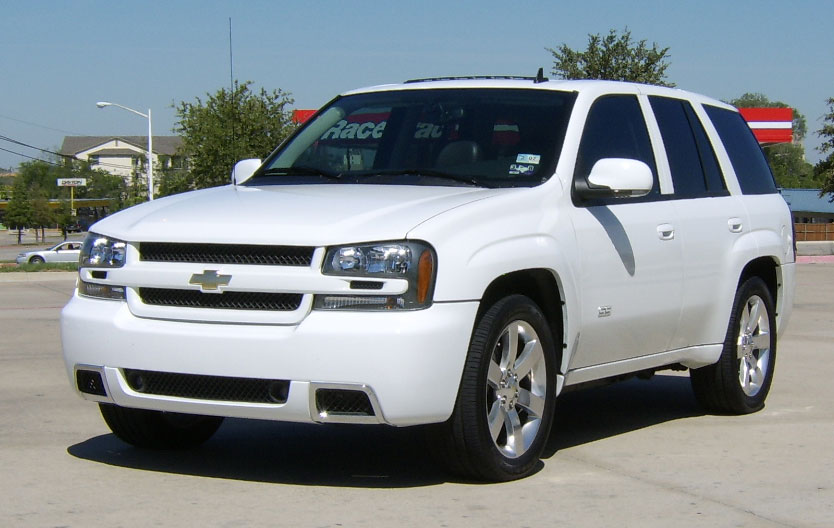
Un Chevrolet TrailBlazer, un SUV de General Motors.

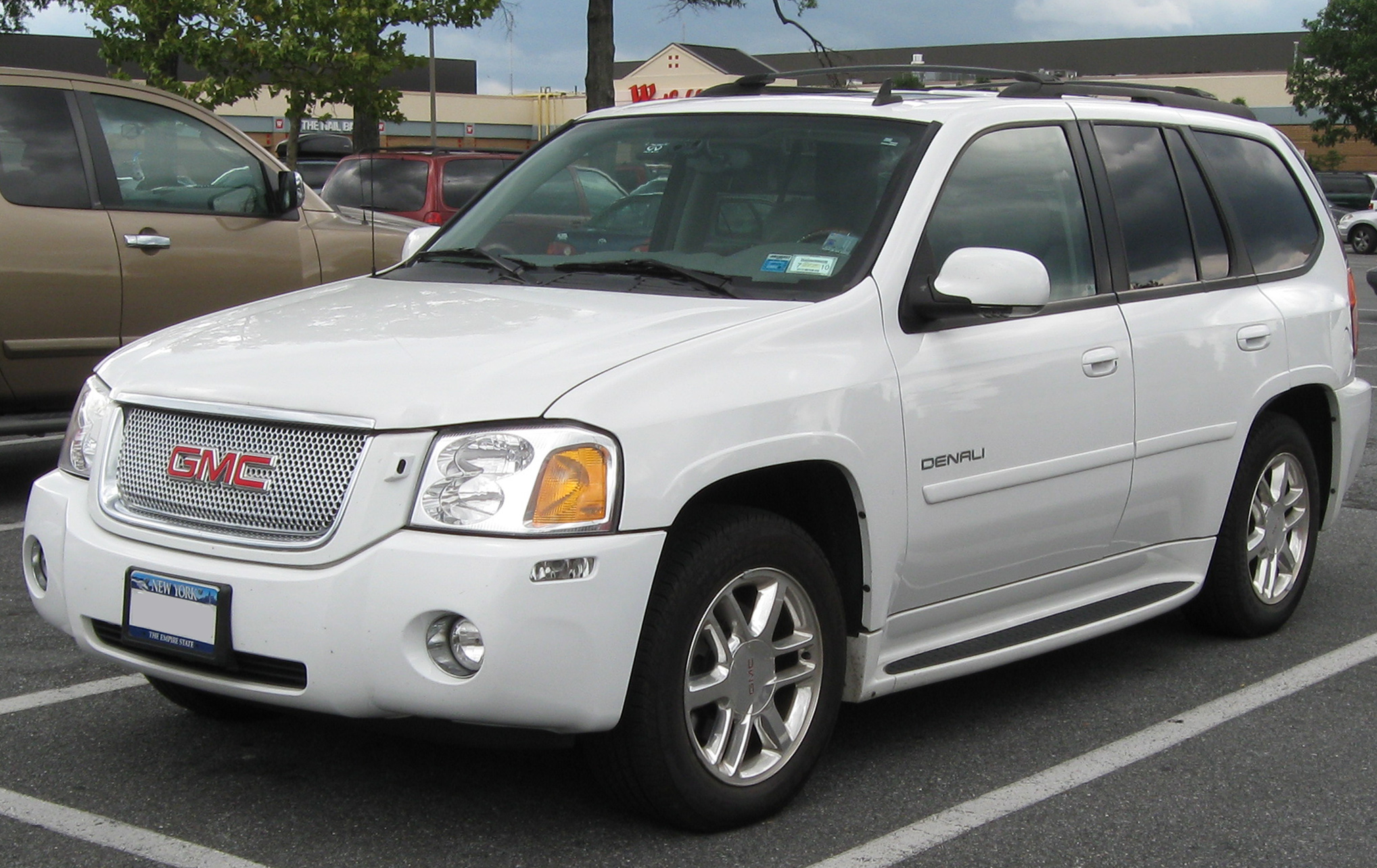
Un GMC Envoy (GM) en Maryland

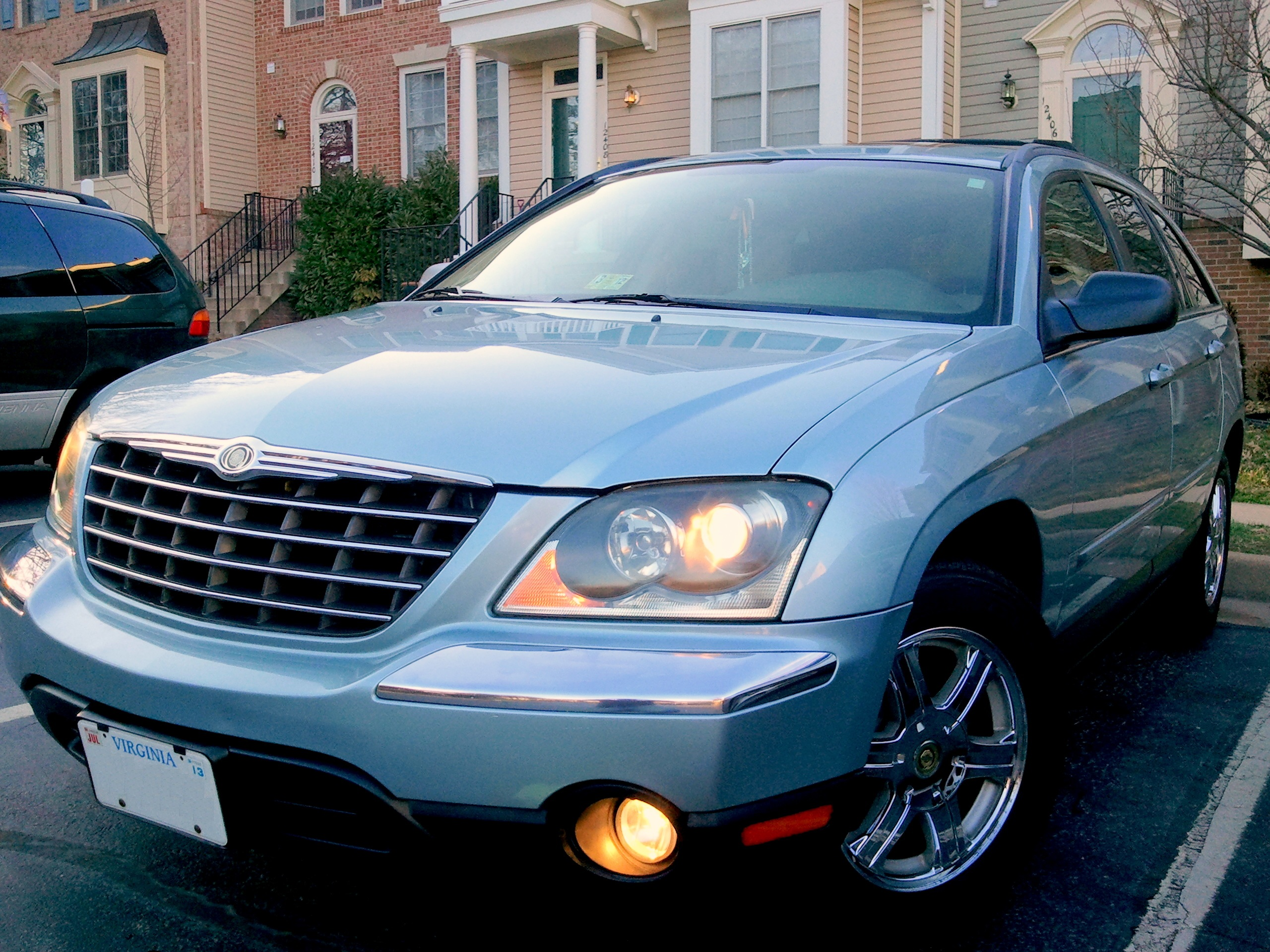
Vista de un Chrysler Pacifica en Virginia, Estados Unidos

La caída en las ventas y en la cuota de mercado han tenido como resultado que las plantas de los Tres Grandes operen por debajo de su capacidad instalada (las plantas de GM estaban al 85% de su capacidad en noviembre de 2005, bastante menos que las plantas de sus competidores asiáticos), lo que a su vez llevó a cortes en la producción, cierre de fábricas y despidos. Han estado dependiendo fuertemente de incentivos considerables y préstamos subsidiados para vender vehículos, lo que era crucial para mantener a las plantas funcionando, ya que estas dirigen una parte significativa de la economía de Míchigan. Estas estrategias promocionales, incluyen rebajas, precios para empleados y financiamiento completo, han levantado las ventas, pero también han recortado los beneficios. Aún más importante, tales promociones drenan las reservas de efectivo de los fabricantes de automóviles en el corto plazo, mientras que en el largo plazo, la compañía sufre el estima de vender vehículos debido al bajo precio en lugar del mérito técnico. Desde entonces, los fabricantes han estado intentando recortar los incentivos y aumentar los precios, al mismo tiempo que disminuyen la producción. La crisis de las hipotecas subprime y los altos precios del petróleo en 2008 tuvieron como consecuencia el desplome de la popularidad de las camionetas y SUVs más vendidas, forzando a los fabricantes a continuar ofreciendo fuertes incentivos para ayudar a eliminar el exceso de stock.
En 2008, con los altos precios del petróleo y una economía estadounidense en declive debido a la Crisis de las hipotecas subprime, los tres grandes están replanteando su estrategia, convirtiendo las plantas de camionetas ligeras para fabricar automóviles más pequeños. Debido al valor residual declinante de sus vehículos, Chrysler y GM se han detenido en su ofrecimiento de alquileres de la mayoría de sus vehículos.
El 30 de septiembre de 2008, el primer paquete de préstamos a los fabricantes de automóviles fue firmado con un valor total de $25 mil millones. La ley reserva $ 7,5 mil millones en fondos de contribuyentes necesitados para garantizar $ 25 mil millones en préstamos con baja tasa de interés para ayudar a los fabricantes estadounidenses a producir automóviles y camionetas más eficientes con respecto al combustible.
La crisis ha llevado a advertencias de desempleo masivo y recesión económica si no es contenida y los demócratas en el Congreso, apoyados por el presidente Barack Obama, han solicitado un "préstamo puente" para asistir a los Tres Grandes. El 3 de octubre de 2008, Obama dijo que quería que el Congreso duplicara sus préstamos garantizados a la industria automotriz estadounidense de $ 25 mil millones a $ 50 mil millones. Steven Rattner lidera junto con alrededor de 20 personas el rescate de GM y Chrysler y debe hacer reestructuraciones industriales. Él y su equipo han influido en las decisiones de Obama como la de despedir al presidente ejecutivo de GM y amenazar a las dos automotrices con la bancarrota.

### Efectos de las expectativas medioambientales y cambio en la demanda de productos

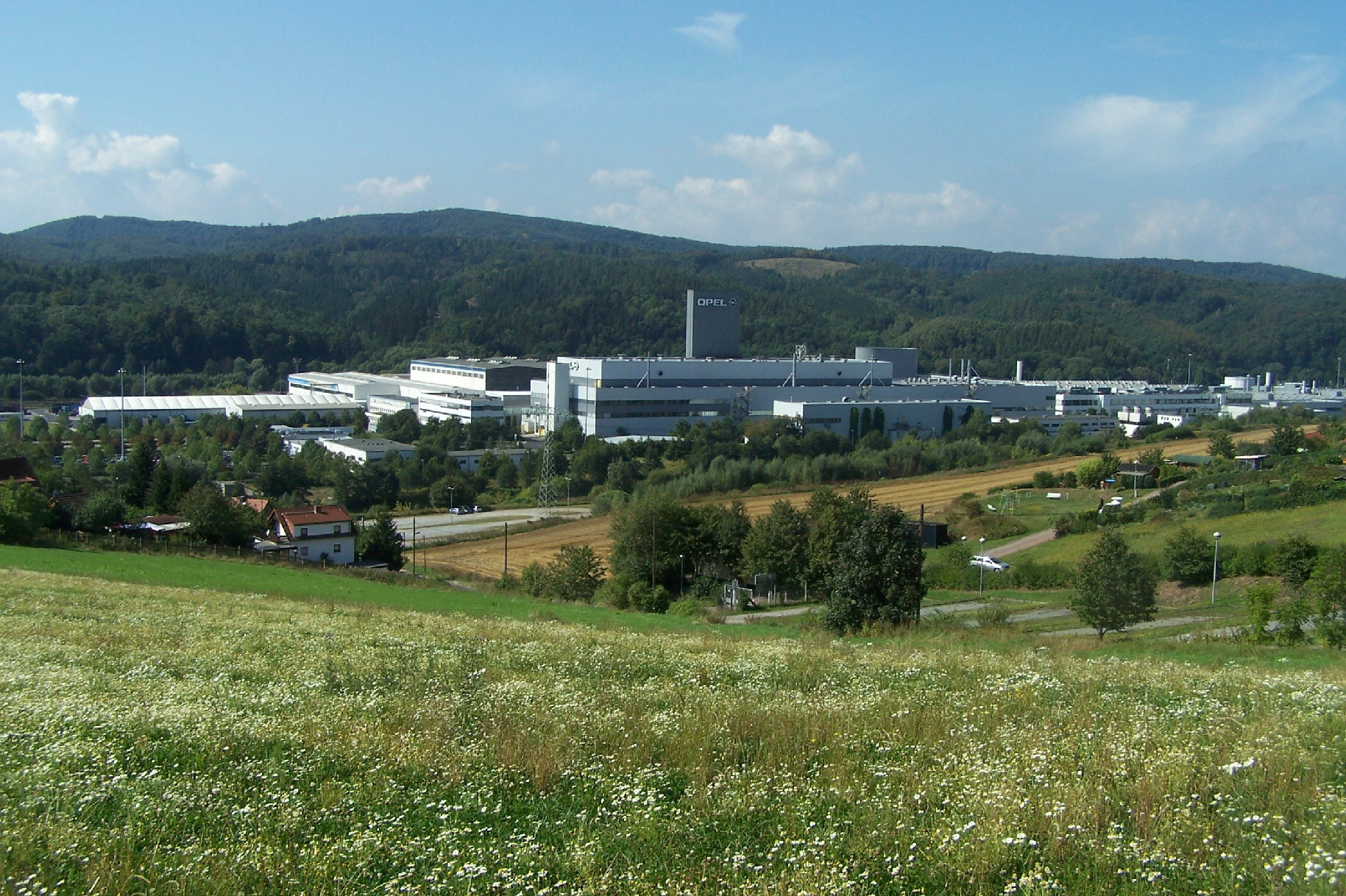
Factoría de Opel (GM) en Eisenach, Alemania, en 2009

El cambio climático y los problemas relacionados con las emisiones de carbono han aumentado las sensibilidades y la protección del medio ambiente en todo el mundo. En la edición de 2007 del libro Una verdad incómoda, el exvicepresidente de Estados Unidos, Al Gore, crítico a los Tres Grandes por «seguir tratando de vender grandes e ineficientes devoradores de gasolina a pesar de que la gente cada vez los compra menos». Algunos países han adoptado leyes que endurecen los coches más contaminantes y en lugares como la Unión Europea o Japón los nuevos vehículos tienden a ser más eficientes. En cambio en Estados Unidos la resistencia a estas normas fue mayor, por ejemplo, cuando California aprobó algunas de estas leyes, las compañías automotrices demandaron a su gobierno.
Las grandes compañías automovilísticas estadounidenses recibieron en octubre del 2008 un préstamo del gobierno de 25 000 millones de dólares como ayuda para que adaptaran sus fábricas a nuevos estándares en eficiencia de combustible para el 2020. El dinero fue concedido por el Departamento de Energía pero no fue hasta el año siguiente cuando el Congreso lo autorizó. Los fabricantes de automóviles podían utilizar estos créditos para "equipar o construir instalaciones para la fabricación de vehículos de alta tecnología que cumplan con ciertos estándares en emisiones y consumo", pudiendo también los proveedores pedir préstamos para el desarrollo de componentes de estos nuevos vehículos.

### Efecto en 2008 de los precios del petróleo y la crisis económica global

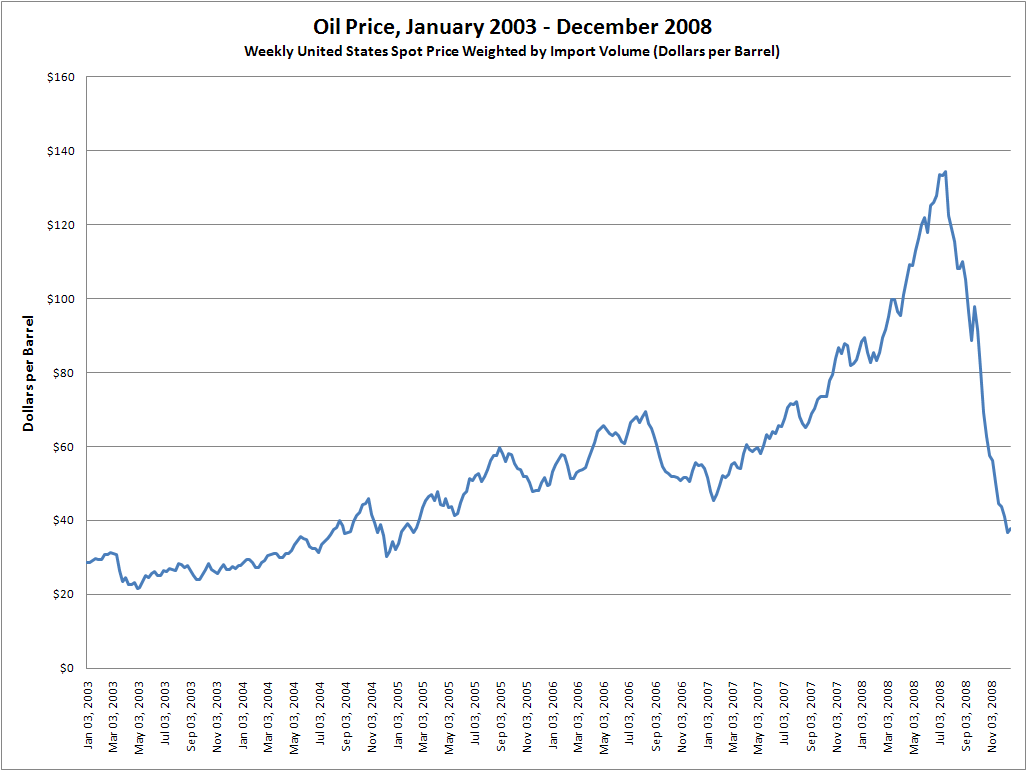
Evolución del precio del petróleo entre 2003 y 2008 (nominal, sin ajustar a la inflación)

En 2008 una serie de problemas llevó a los Tres Grandes al borde de la quiebra. Parte de la causa eran los altos costos de la mano de obra en comparación con las plantas en Estados Unidos operadas por compañías extranjeras. Otra razón, como se ha señalado anteriormente, era la fijación de las compañías estadounidenses por la comercialización de grandes vehículos (SUV), pues el margen de beneficio era mucho mayor (entre un 15 y un 20%) en comparación con los coches pequeños o de bajo consumo (alrededor de un 3%). Cuando los precios de la gasolina alcanzaron el precio de 4$ por galón (aproximadamente 87 centavos por litro) en 2008, los estadounidenses dejaron de comprar grandes vehículos y entonces las ventas y rentabilidad de las grandes compañías estadounidenses se desplomaron.
La crisis financiera de 2008 impidió a General Motors obtener crédito para comprar Chrysler. La falta de crédito afectó a la población, lo que repercutió en las ventas. Durante el 2007 casi 2 millones de vehículos nuevos fueron comprados con préstamos avalados por garantía hipotecaria; en 2008 esta forma de financiación y compra se derrumbó. Además, los precios de las acciones de las compañías cayeron estrepitosamente por el miedo a una posible quiebra, bajando el precio de las acciones de General Motors a niveles de 1946.
La industria automovilística en Estados Unidos y Canadá tenía en 2008 una capacidad anual de producción de 17 millones de automóviles pero ese año sólo se fabricaron 10 millones. Esta caída supuso una importante pérdida de peso de los fabricantes de automóviles y su vasta red de proveedores en la economía hasta quedarse en un 2,3% del PIB de Estados Unidos en 2008, cuando en 2006 era un 3,1% y en la década de 1990 alrededor del 5%. Aun así el 20% del sector industrial del país todavía estaba ligado en 2008 a la industria del automóvil. Con el tiempo la crisis se propagó a empresas de todo el mundo, con grandes disminuciones de su volumen de venta de vehículos. A pesar del gran descenso de los precios del petróleo desde finales del 2008 (cuando llegó a caer a 33,87 dólares el barril) la crisis automovilística continuó.

### Ayuda a los proveedores de autopartes
El departamento de Tesoro de Estados Unidos fue anunciado el préstamo de $5000 millones de dólares para ayudar a las proveedoras de autopartes del país. El financiamiento será parte del rescate financiero que se le dio a Chrysler y a GM - $700 mil millones - aunque sendas compañías tomarán las decisiones. Según un comunicado del portavoz del tesoro, las compañías de autopartes tendrán acceso a liquidez, se protegerá empleos de estadounidenses bien remunerados -más de 500 000 personas- y las automotrices tendrán acceso confiable a las piezas necesarias.

## Desempeño A Partir de 2009

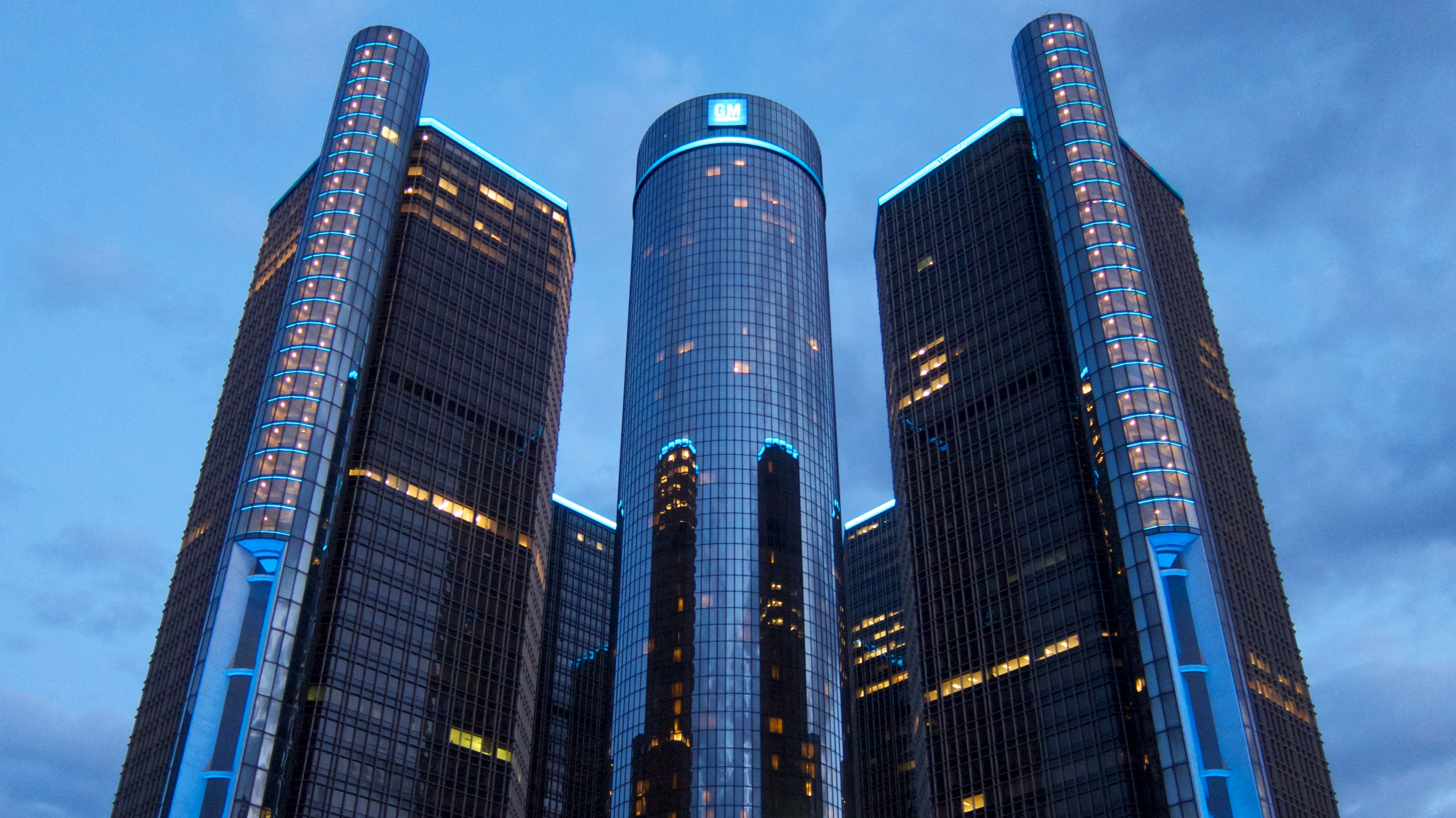
Renaissance Center de General Motors, sede de la compañía en Detroit

Ford registró en el primer trimestre unos ingresos de US$24 800 millones, una caída del 37% comparado con el mismo período de 2008 debido a un menor volumen de ventas y un tipo de cambio desfavorable. También una pérdida neta de US$1400 millones, o 60 centavos por acción. La pérdida por operaciones continuas fue de US$1800 millones, o 75 centavos por acción. Pese a eso, el primer trimestre fue positivo y las acciones subieron. Ford anunció que colocó a Volvo "en posesión para venta".
Ford ahora se está concentrando en el Ford Focus para lograr ganancias. de igual manera ha introducido el Ford Fiesta, el cual es fabricado en la planta de Cuautitlán en México y el Ford Transit Connect y se espera a Futuro que la Van Econoline sea reemplazada por la Ford Transit en el mercado estadounidense ya que la próxima generación de la Transit será global.

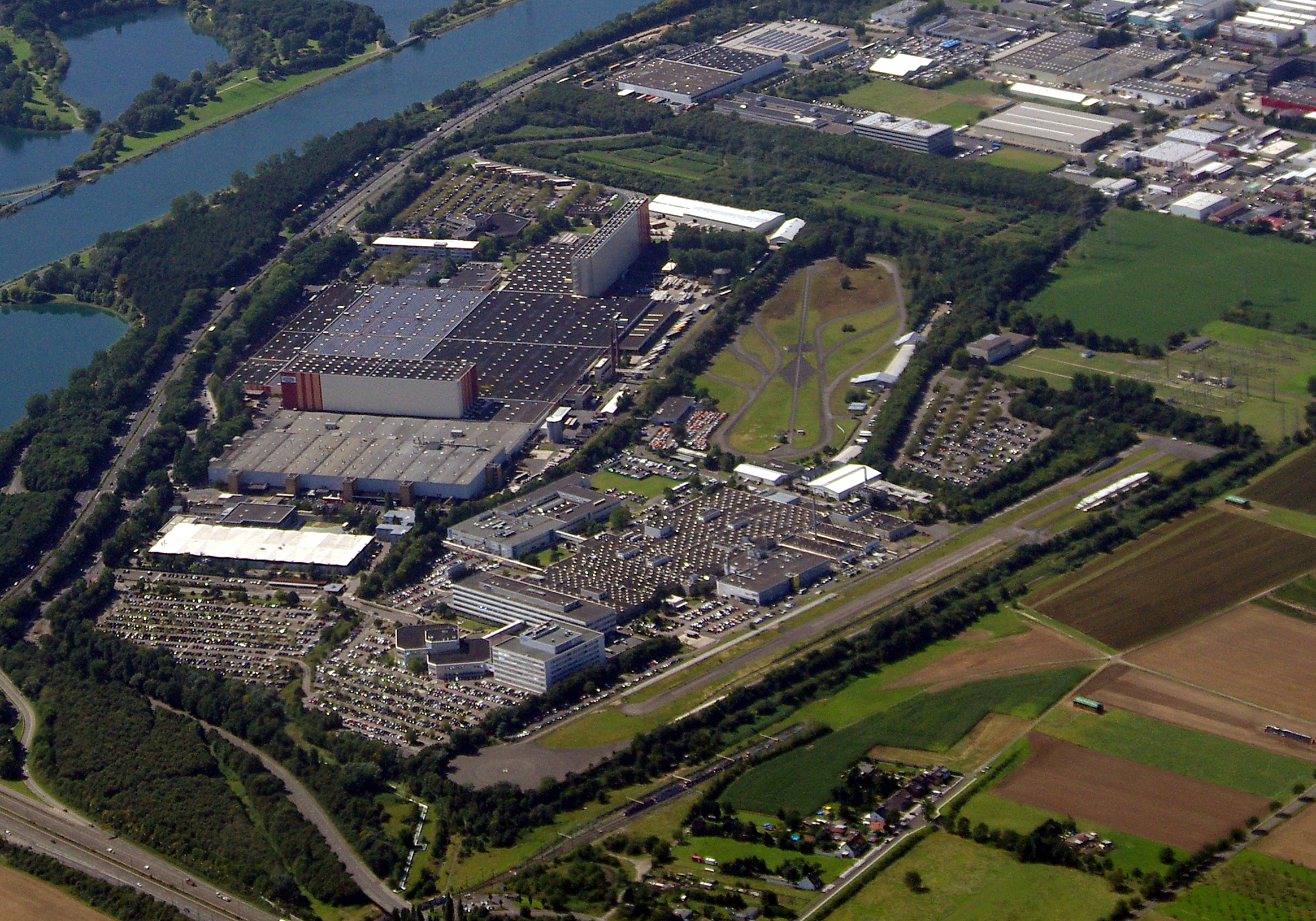
Vista aérea de las instalaciones de Ford en Colonia, Alemania

En Chrysler, los acreedores acordaron reducir su deuda asegurada a US$3750 millones. Además, el gobierno condonó $4000 millones en préstamo y le dará $6000 millones y ha negociando un acuerdo con el sindicato automotor para reducir los costos de la empresa en jubilaciones y cobertura médica. El 30 de abril, Fiat logró una alianza con Chrysler LLC: Fiat tendrá una participación de 20% en Chrysler, mientras que Fiat proveerá a Chysler la tecnología para producir modelos pequeños y económicos, y acceso a la red de concesionarios en Europa y Latinoamérica; asimismo, el sindicato United Auto Workers (UAW) tendrá un 55% de la empresa resultante. Los resultados de dichas acciones se pueden palpar porque a partir de 2011 ya se pueden adquirir en Estados Unidos vehículos de la marca FIAT. Asimismo se prevé un regreso de Alfa Romeo a Estados Unidos.
Por Su parte General Motors en su plan de reestructuración, Recortara su producción, disminuirá su red de concesionarios y Conservara solo 4 Marcas las cuales son Chevrolet, Buick, GMC Y Cadillac mientras que probablemente desaparezcan Pontiac, Hummer, y Saturn esta última después de que fracasaran las negociaciones para que Penske pudiese poseer esta marca No Obstante Conservo entre 2009 y 2017 sus Marcas Europeas tales como Opel, Vauxhall Motors y Holden, Puesto que Saab ya fue puesto a la venta y se encontró un comprador el cual fue el fabricante europeo Spyker
no obstante a lo largo de este tiempo también ha habido cambios en estos planes que distan mucho de lo que resultaron en 2009, por ejemplo las marcas Vauxhall y Opel también salieron a venta concretándose esta en 2017, asimismo en más reestructuras los 3 grandes y otros más abandonaron sus operaciones de manufactura en Australia, en cuestión de Holden el caso del Commodore fue ocupar una plataforma más moderna alemana para poder garantizar la supervivencia del modelo la cual es compartida con el Buick, debido a la venta de esta última también a PSA Peugeot Citroën se reestructurara para que en 2021 haya un sustituto de dicho modelo.
de otra forma también el grupo Fiat Chrysler ha hecho reestructuras al dejar de vender ciertos vehículos bajo marca dodge y mejor reetiqueta y rediseña modelos existentes para las marcas Lancia,Fiat e incluso hay proyectos que involucran a Alfa Romeo,incluso el alto desempeño de Fiat Chrysler ha revivido a modelos como el Dodge Charger y el Challenger y también se busca ampliar la cartera de productos accesibles. Otra acción ocurrida fue separar la marca de camionetas y vehículos comerciales en la marca RAM Misma que también probó retornar al terreno de las Van comerciales con su producto Ram Promaster(derivado del Fiat Ducato) de igual forma las plataformas han beneficiado también a Jeep quien saco su primer SUV de tamaño subcompacto denominada Jeep Renegade la cual dependiendo de la región se fabrica ya sea en Italia o en Brasil. 
en el caso de Ford tenemos el ejemplo de que el Focus sigue ofertándose, aunque ya en Estados Unidos se está interrumpiendo debido a las tendencias de comprar SUV´s y demás vehículos más alternativos solo dejando su Cupé Deportivo Mustang como único estandarte y sedanes policiales como el Taurus PPV y otras alternativas como la Ford Explorer y la Ford F150 Con paquetes policiales algo que ha sorprendido pues se trata de ver la política también vigente del actual presidente Donald Trump (2019) De tratar de revivir producción pero con ello trasladaron la producción del focus a China y se potenciaría la producción de crossovers y suvs así como pickups en segmentos más rentables así como la adición de estos mismos en paquetes con motorizaciones turbo llamadas ecoboost. 
En definitiva aún no se consigue redefinir el mercado estadounidense de vehículos puesto que derivado de dicha crisis aún se tiene un cierto recelo a abandonar el estándar de vida con vehículos de gran tamaño así como ciertas convenciones y prebendas de ciertos lobbys afines a dichos intereses por lo que aún tomará tiempo redefinir el mercado automotriz estadounidense inclusive para actores nuevos que desean llegar a este mercado y a modo las nuevas generaciones también piden vehículos con mejores tamaños y estándares de eficiencia similares a otros modelos e inclusive similares a algunos europeos(como ejemplo tenemos la preferencia del Chevrolet Spark que ahora sigue en activo).